# Etotama
Etotama (えとたま?) es una serie de manga escrita por Takashi Hoshi y Tōru Zekū e ilustrada por Hiroma Hino. Comenzó su serialización a partir de diciembre de 2013 en la revista de manga shōnen Dengeki Daioh de ASCII Media Works. Una adaptación de la a anime producida por Encourage Films y Shirogumi, que comenzó a transmitirse desde el 9 de abril de 2015.

## Argumento
La historia del anime gira en torno a Nya-tan, el gato de la astrología china que quiere convertirse en miembro del zodiaco chino. Nya-tan es simple y sufre de pérdida de memoria, e intenta varias formas tontas de convertirse en miembro. Conoce a Takeru Tendo, un estudiante de secundaria que vive solo en Akihabara, y se convierte en un experto en su casa. Poco a poco, ella se acerca a su objetivo. 
Sol/Lull es la fuente de la fuerza vital de Eto-musume. Sol/Lull es la encarnación de las emociones humanas adecuadas, es un tipo de energía que solo los humanos poseen, como Takeru Amato. Cada vez que un humano se siente agradecido, aparece Sol/Lull. Y cuando Sol/Lull se acumula en el alma de un Eto-musume, su Etotama, se transforman del modo adulto, la forma que permite entonces existir en el mundo humano, a la forma que les permite luchar en el mundo Eto, el modo Bonito.

## Personajes
Nya-tan (にゃ〜たん?)  (a veces estilizado como Nyaa-tan)
Seiyū: Rie Murakawa
Eto-Musume of the Cat o Eto-Shin del gato, es la protagonista femenina de la serie Etotama. Ella es parte de la astrología china. Su objetivo es convertirse en uno de los doce dioses del zodiaco, y ella intenta varias formas de convertirse en miembro. Luego conoce a Takeru Amato, un estudiante de secundaria que vive solo en Akihabara, y termina viviendo en su casa y convirtiéndose en un profesional de la carga.
En su forma de batalla, Nya-tan tiene un gato-sombrero blanco, con orejas verdes y también una cara feliz. Ella también tiene botas blancas con flores, en lugar de zapatos marrones. Ella también parece tener una cola más gruesa. La apariencia de Nya-tan en el manga es la misma que en el anime.
Takeru Amato (天戸 タケル Amato Takeru?)
Seiyū: Hiro Shimono
El protagonista masculino del anime, es un estudiante normal de preparatoria que se muda a una casa en Akihabara y conoce a Nya-tan y al Eto-Shin. Con elogios, emite "Sol / Lull", que es la fuente de vida que necesita el zodiaco. Takeru es un joven y alto estudiante de secundaria.
Chuu-tan (チュウたん?)
Seiyū: Sayaka Ohara
Eto-Shin de la rata. Ella está en el puesto # 1. Ella protege la región del sur de Kanto. Chuu-tan tiene el pelo largo, recto, pero algo espigado, púrpura claro y agudo, ojos rojo oscuro. En su frente, tiene cristales purpúreos claros. Ella emite una mirada amenazadora.
En su forma de batalla, Chu-tan tiene un sombrero de rata negro, con ojos púrpuras, y también tiene el pelo ligeramente más corto. Excepto que, su forma de batalla es la misma que su aspecto original. Pero gracias a la ayuda de Nya-tan en su combate final, esta última logró purificar el corazón lleno de odio de Chuu-tan, logrando así recuperar su forma original de color blanco.
Moo-tan (モ～たん?)
Seiyū: Eriko Matsui
Eto-Shin del buey . Ella está en el puesto # 2. Ella protege la región de Tokai. Moo-tan es una chica alta y de pechos grandes que tiene el cabello rosa y ondulado que cae debajo de sus caderas. Ella tiene los ojos de color rosa brillante y emite un aire juguetón y tiene sentimientos amorosos por Nya-tan, tanto que esta última la cataloga como una chica demasiado pervertida.
En su forma de batalla, Moo-tan tiene un sombrero de vaca, que tiene un pirsin en la nariz. Ella también tiene la misma ropa que la original. La apariencia de Moo-tan en el manga es la misma que en el anime.
Shima-tan (シマたん?)
Seiyū: Yuiko Tatsumi
Eto-Shin del Tigre. Su rango es # 3. Ella protege la región de Kinki. Tiene el pelo negro, liso y trenzado, atado con una cinta roja en la parte inferior que cae debajo de sus hombros.
En su forma bonita, Shima-tan tiene un sombrero de tigre, que parece tener una cara bastante enojada. Además, sus zapatos son más "redondos". Además de eso, su forma en modo bonito es como su aspecto original.
Usa-tan (ウサたん?)
Seiyū: Yūka Aisaka
Eto-Shin del Conejo . Ella está en el puesto # 4. Ella protege la región de Hokuriku. Usa-tan tiene el pelo largo y liso y rubio que se riza en la parte inferior y los ojos de color verde azulado brillante, según se revela en su combate contra Nya-tan esta posee un punto débil y resulta que si la sujetan justo en el tobillo de sus pies esta zona en particular hará que esta caiga en un estado heterogéneo, lo que causa que esta baje la guardia considerablemente.
En su bonita forma de modo, Usa-tan tiene un sombrero de conejo blanco, con una cinta amarilla en él. Su modo bonito es bastante diferente de su aspecto original; Ella tiene un vestido azul largo con blanco, algo que se asemeja bastante al vestido que usa Alicia de la película Alicia en el país de las maravillas. Ella tiene una cinta amarilla alrededor de su cuello. Usa-tan también tiene calcetines blancos hasta la rodilla, con zapatos negros, con pequeñas cintas amarillas en ellos.
Dora-tan (ドラたん?)
Seiyū: Maaya Uchida
Eto-Shin del Dragón . Ella está en el puesto # 5. Ella protege la región de Tosan. Dora-tan es una chica joven con cabello azul claro y ojos verde azulado. Su cabello es liso y bastante corto, llegando solo hasta su pecho; ella tiene su cabello atado en dos coletas, recostado sobre sus hombros con pinzas de pelo blancas en la parte inferior, y lleva gafas circulares. También tiene cuernos de ciervo, que se ven señalando desde su cabeza, y en su espalda, tiene una cola de lagartija.
Su ropa es bastante similar a la de Uma-tan, con la única diferencia de los colores y el patrón. Dora-tan siempre se ve con una falda azul-verdosa que tiene flores amarillas en la parte inferior derecha, atada con una cinta y un kimono verde debajo. Ella también usa tacones de color marrón claro y un tono más oscuro de calcetines marrones.
Dora-tan tiene una personalidad amable y siempre parece emitir un aura de amistad. También parece que se preocupa por las personas y tiene las emociones más "reales" de todas las Zodiac Girls. Además, tiene una habilidad especial para la enseñanza que se muestra cuando explica Sol / Lull de primera clase. También parece ser astuta y astuta, convirtiendo a Takeru en un artículo de subasta.
Teniendo en cuenta que Dora-tan es el mentor de Nyaa-tans en el arte de Sol / Lull y Mental Strength, ambos están en muy buenos términos y han desarrollado un fuerte vínculo de amistad. Dora-tan encuentra a Nyaa-tan bien y piensa que tiene la mayor probabilidad de ser un Dios del zodiaco.
Al principio, Takeru desconfiaba de la presencia de Dora-tan, ya que ella jugó el papel de "Enemigo", pero una vez que descubrió el plan todo el tiempo, la encuentra tolerable. A cambio, Dora-tan encuentra a Takeru un "humano interesante" y atraviesa el agujero de FukaFuka con los otros zodíacos. Es el primer Eto-shin en luchar contra Nya-tan, aunque solo para demostrar sus habilidades a Takeru en el episodio 1. Uno de los 3 Eto-shin que están a favor de que el gato se una al zodiaco, como se ve en el episodio 4.
En su forma de batalla, Dora-tan tiene un sombrero de dragón verde. Ella tiene la misma ropa que la original. Sin embargo, en su modo bonito, tiene pinzas de pelo amarillas en lugar de las blancas, y también cordones negros en sus zapatos. La apariencia de Dora-tan en el manga es la misma que en el anime.
Shaa-tan (シャアたん?)
Seiyū: Hitomi Nabatame
Eto-Shin de la serpiente . Ella está clasificada en el # 6. Ella protege la región de Chugoku. Shaa-tan tiene un largo cabello, plateado y largo hasta la cintura, tiene un trozo de cabello apuntando hacia arriba, que se enrosca en la punta, y también lleva una diadema con forma de serpiente que se mostró para moverse y convertir el Nya-tan en piedra. Episodio 7. Ella tiene ojos dorados. También se la ve con maquillaje, y Shaa-tan usa ropa tipo Medio Oriente. Ella es una persona tranquila y afectuosa envuelta en un misterio, también tiene un sentido del humor confuso.
En su forma de batalla, Shaa-tan tiene un sombrero de serpiente rojo púrpura muy largo, que se pone de pie. Además de eso, su modo bonito es como su aspecto original.
Uma-tan (ウマたん?)
Seiyū: Ari Ozawa
Eto-Shin del caballo . Ella está en el puesto # 7. Ella protege la región de Kyushu. Uma-tan tiene un cabello largo, morado-negro, que pasa mucho más allá de su cintura y está atado con una herradura y ojos de color naranja. Lleva una falda roja que se sostiene con una cinta rosa clara y tiene un kimono debajo. Para llevar calzado, lleva las sandalias tradicionales y los calcetines blancos. Además, Uma-tan tiene una escoba que tiene un caballo blanco en forma de pieza de ajedrez en la parte superior y un llavero de fresa unido a la escoba. Como es una chica del zodiaco, tiene dos orejas de caballo marrón y una cola.
Uma-tan es muy sensible y piensa muy negativamente, pensando que ella es la razón por la que todos los demás zodíacos no son recordados y se hace difícil tratar con ellos. También se sabe que es tímida debido a su falta de confianza en sí misma, y también se preocupa mucho y se disculpa muy a menudo, a veces incluso por nada. También es una soñadora y trata de estar a la altura, pero muchas veces termina fracasando. También es un poco torpe y molesta, pero debajo de todo eso, es una chica muy amable y muy amable que se preocupa por todo Zodiac. Es uno de los 4 que están en contra de que el gato se una al Zodiaco, aunque por una razón aún desconocida.
En su forma de batalla, Uma-tan tiene un sombrero de caballo, decorado con flores amarillas y blancas en varios tamaños. Ella también tiene la misma ropa que la original. Sin embargo, en su forma de batalla, ella tiene sandalias rojas en lugar de las doradas.
Mei-tan (メイたん?)
Seiyū: Mai Fuchigami
Eto-Shin de las ovejas . Ella está clasificada en el # 8. Ella protege la región de Hokkaido. Mei-tan es una chica joven que está por debajo de la altura promedio y construye, con una cara bonita y de aspecto infantil. Ella tiene el pelo corto y liso de color rosa y un par de grandes ojos verde esmeralda y piel clara. Ella lleva un uniforme de enfermera. Siendo las ovejas de los dioses del zodiaco; ella tiene el cabello bastante esponjoso, y dos orejas de elfo sobresalen de su cabello, y también tiene un par de cuernos de cada lado de su cabeza. Ella es la tercera Eto-Musume que no tiene cola. Mei-tan es una chica muy amable, dulce y gentil. Ella ayudará a cualquiera que lo necesite, y perdona a las personas rápidamente. Ella se especializa en el sistema de recuperación, y es responsable de cualquier curación. Ella se enamora de Takeru y a veces se distrae cuando piensa en él.
En su forma bonita, Mei-tan tiene un gorro de oveja blanco y esponjoso con otro gorro de enfermera. Además de eso, ella tiene la misma ropa que su look original.
Kii-tan (キーたん?)
Seiyū: Megumi Toda
Eto-Shin del mono . Ella está en el puesto # 9. Ella protege la región del norte de Kanto. (Su nombre a veces se deletrea "Key-tan") Kii-tan tiene el cabello corto y amarillo, con una pieza de pie. Su cabello usualmente está atado en una cola de caballo al lado con una flor rosa hawaii . Ella tiene ojos ámbar de color marrón claro y piel clara, así como dos orejas de mono y una cola. Su ropa consiste en un top corto amarillo rodeado por una franja negra en la parte inferior y una falda amarilla con unos leggings negros cortos y un par de uggs negros con un pelaje rojo para terminar el look. Kii-tan es dueña del pensamiento positivo, sabe hablar y actuar, por lo que es educada, pero también es una niña traviesa que es muy curiosa y pura. Incluso si ella tiene buenos modales, tiene un lado travieso y le gusta jugar con Inu-tan. También es muy impulsiva e ingenua, pero lo compensa con su rasgo de "aprender siempre de los errores". A pesar de que ambos discuten y tienen desacuerdos, Kii-tan e Inu-tan parecen ser como hermanas entre sí, sus travesuras van desde meterse el uno con el otro hasta sincronizarse involuntariamente entre sí.   : Ambos parecen ser mejores amigos y ambos parecen tener un vínculo doble.
En su forma de batalla, Kii-tan tiene un sombrero de mono. Ella tiene la misma ropa que la original, sin embargo, en su forma de batalla, tiene leggings marrones en lugar de negros.
Otro Eto-shin que "no le importa" si el gato se une al zodiaco como se ve en el episodio 4.
Piyo-tan (ピヨたん?)
Seiyū: Mikoi Sasaki
Eto-Shin del Gallo . Ella está clasificada en el # 10. Ella protege la región de Tohoku. Piyo-tan tiene un cabello largo y ondulado de color azul claro que cae debajo de sus caderas y sus ojos algo afilados y rojos. Siendo el gallo del zodíaco, Piyo-tan tiene dos alas que sobresalen de su cabeza, y también una gran pluma en la espalda, y también lleva una cinta rosa en el cuello. Piyo-tan tiene una personalidad tranquila, pero también es muy madura. Sin embargo, es estricta y no le gusta cuando Nyaa-tan se burla de ella debido a su pérdida de memoria a corto plazo después de dar tres pasos. Ella llama a Nya-tan 'gato estúpido'. Ella siente que es fácil acumular emociones negativas. Tomar 3 pasos hará que pierda la memoria, solo recordando que no le gusta Nya-tan, así que siempre está volando. Nya-tan y Piyo-tan tienen una relación de odio similar. A veces se llevan bien, pero a Nya-tan le gusta bromear con Piyo-tan, lo que hace que Piyo-tan se enoje con ella.
En su forma de batalla, Piyo-tan tiene un sombrero de pollo amarillo, que parece tener una cara bastante enojada, y también tiene el pelo mucho más corto. Lleva un vestido amarillo con bordes naranjas, y también lleva una pequeña cinta rosa alrededor de su cuello, formada como alas. Usa pantalones azul oscuro y zapatos amarillos con bordes anaranjados, como el vestido, alas de color marrón claro a cada lado del zapato y para terminar el look. También es negro en la punta.
Inu-tan (イヌたん?)
Seiyū: Mariko Honda
Eto-Shin del perro . Ella está en el puesto # 11. Ella protege la región de Shikoku. Ella siempre está con Kii-tan. Una de las Eto-shin que "no le importa" si el gato se une al zodiaco como se ve en el episodio 4. Inu-tan tiene un estilo bastante tomboyish. Tiene el pelo corto y liso, castaño, con pequeños reflejos de caramelo y ojos rojos con un yeso en la mejilla. Casi siempre se la ve con una camisa naranja con el kanji para "perro", pantalones vaqueros cortos y medias largas y blancas, así como zapatos de color marrón claro.
En su bonita forma de modo, Inu-tan tiene un sombrero de perro marrón claro. Además, Inu-tan tiene zapatos rojos con cordones amarillos en lugar de zapatos marrones claros con cordones negros. Además de eso, ella tiene la misma ropa que su look original.
Uri-tan (ウリたん?)
Seiyū: Yumiri Hanamori
Eto-Shin del jabalí . Ella está en el puesto # 12. Ella protege la región de Okinawa. Uri-tan es una niña pequeña y linda con grandes ojos color verde azulado y de apariencia Loli. Ella tiene el pelo grisáceo de longitud media, atado en dos colas con cintas de color rosa y rojo en cada lado. Ella tiene una constitución pequeña, y puede considerarse bastante corta también.
En su forma de batalla, Uri-tan tiene un sombrero de jabalí naranja. Ella también lleva una cinta roja alrededor de su cuello, y también usa pantalones cortos de color rosa claro. Excepto que, su forma de batalla es la misma que su aspecto original.

## Medios de comunicación

### Anime

#### Lista de episodios
| #  | Título                                                                                    | Estreno             |
| -- | ----------------------------------------------------------------------------------------- | ------------------- |
| 1  | «La Exuberante Chica Gato» «Neko yōyō» (猫娘揚々)                                         | 9 de abril de 2015  |
| 2  | «Una Relación de Buey Extraña y Cariñosa» «Aien ki gyū» (愛縁奇牛)                        | 16 de abril de 2015 |
| 3  | «Corazón Imprudente» «Chototsu mōshin» (亥突猛心)                                         | 23 de abril de 2015 |
| 4  | «Ojos de un Conejo, Orejas de un Conejo» «Tomoku Toji» (兎目兎耳)                         | 30 de abril de 2015 |
| 5  | «Fortificación de Ovejas Nutritivas» «Jiyō kyōsō» (滋羊強壮)                              | 7 de mayo de 2015   |
| 6  | «Las Tres Risas del Esquema del Tigre» «Kokei sanshō» (虎計三笑)                          | 14 de mayo de 2015  |
| 7  | «Un Destino Largo y Serpentino» «En en chōda» (縁縁長蛇)                                  | 21 de mayo de 2015  |
| 8  | «Un Ajuste Ecuestre para un Gato» «Ikkitō nyan» (一騎当猫)                                | 28 de mayo de 2015  |
| 9  | «La Belleza de las Flores, los Pasos de los Pájaros y la Luna» «Kachō Fugetsu» (花鳥歩月) | 4 de junio de 2015  |
| 10 | «Pervertido Eterno» «Eikyū hentai» (永久変態)                                             | 11 de junio de 2015 |
| 11 | «Gato/Rata Aleatorio» «Byōso idō» (猫鼠異道)                                              | 18 de junio de 2015 |
| 12 | «Eto en plena floración» «Eto ryōran» (干支繚乱)                                          | 25 de junio de 2015 |

Un anime spin-off llamado Etotama -Kids se presentó en la feria comercial Content Tokyo 2016.